# دوتایی دو (آلبوم فرانک سیناترا)
دوتایی شماره دو (انگلیسی: Duets II) آلبومی با صدای فرانک سیناترا است که در سال ۱۹۹۴ منتشر شد.